# Emil Gaar

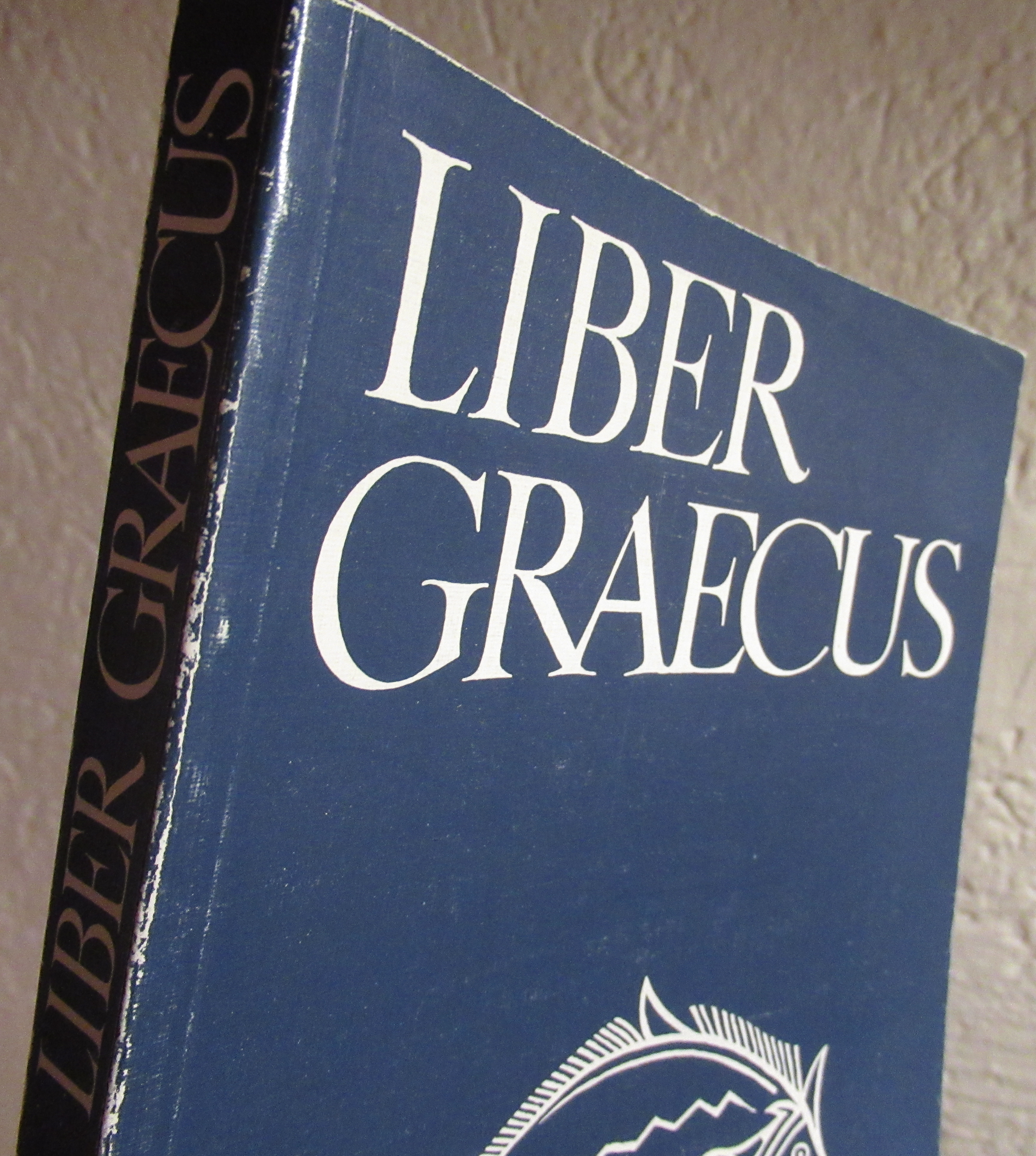
Lehrbuch des Altgriechischen von Gaar: Liber Graecus

Emil Josef Albert Gaar (* 18. April 1883 in Wien; † 26. November 1953 ebenda) war ein österreichischer Klassischer Philologe.
Nach der Matura studierte Gaar Klassische Philologie an der Universität Wien, unter anderem bei Hans von Arnim und Edmund Hauler. 1906 wurde er mit der Arbeit De tragoediae Atticae diverbio quaestiones selectae promoviert. Anschließend trat er in den Schuldienst ein, lehrte aber auch als Lehrbeauftragter an der Universität Wien Altgriechisch. Die Universität Wien verlieh ihm den Titel eines Honorarprofessors.
Federführend entwickelte er die oft verwendeten Lehrmittel Liber Latinus und Liber Graecus sowie mehrere Grammatiken.
Nach ihm ist die Gaargasse im 23. Wiener Bezirk (Inzersdorf, Neusteinhof) benannt.

## Veröffentlichungen
- mit Mauriz Schuster: Liber Latinus – Lateinisches Lese- und Übungsbuch – Ausgabe A: Oberschulen für Jungen – II. Teil für die 4. und 5. Klasse. Österreichischer Landesverlag, Wien 1941.
- mit Mauriz Schuster: Liber Latinus A – III. Teil – Ein Lateinbuch für österreichische Gymnasien und Realgymnasien. – Für das dritte Lateinjahr. Herausgegeben unter Mitwirkung von Richard Meister, Rudolf Hanslik und Josef Studeny . Österreichischer Bundesverlag, Wien; Hölder-Pichler-Tempsky,  Verlag für Jugend und Volk, 1951.
- mit Mauriz Schuster: Liber Latinus IV. Lateinisches Sprachbuch für die Oberklassen der Gymnasien und Realgymnasien Österreichs. Unter Mitwirkung von Richard Meister. ÖBV, Wien 1932.
- mit Mauriz Schuster: Liber Graecus. Österreichischer Bundesverlag für Unterricht, Wissenschaft und Kunst